# Tibor Zátek
Tibor Zátek (Čadca, 14 giugno 1971) è un ex calciatore slovacco, di ruolo difensore.